# Nadeschda Roschtschupkina
Nadeschda Roschtschupkina (russisch Надежда Рощупкина, engl. Transkription Nadezhda Roshchupkina; * 28. Dezember 1963) ist eine ehemalige russische Sprinterin.
Für die Sowjetunion startend wurde sie über 60 Meter bei den Halleneuropameisterschaften 1988 in Budapest und 1989 in Den Haag jeweils Fünfte. Bei den Europameisterschaften 1990 in Split wurde sie Vierte über 100 Meter.
Als Mitglied des Vereinten Teams gewann sie bei den Halleneuropameisterschaften 1992 in Genua Bronze über 60 Meter.
1995, 1997 und 1998 wurde sie russische Hallenmeisterin über 60 Meter.

## Persönliche Bestzeiten
- 60 m (Halle): 7,08 s, 24. Februar 1995, Wolgograd
- 100 m: 11,22 s, 14. August 1988, Kiew (handgestoppt 11,1 s, 10. August 1990, Brjansk)